# Getto w Stalino
Getto w Stalino – getto dla ludności żydowskiej utworzone przez okupantów niemieckich w Stalino (ob. Donieck), istniejące od marca do przełomu kwietnia i maja 1942 roku.
W getcie, które zostało zorganizowane na obrzeżach miasta, osadzono około 3 tys. Żydów. Panowały w nim ciężkie warunki bytowe i sanitarne. Wiosną 1942 roku niemal wszyscy mieszkańcy getta zostali wymordowani przez Niemców i ich miejscowych kolaborantów.

## Preludium
Dane ze spisu ludności przeprowadzonego w 1939 roku wskazują, że w Stalino mieszkało 24 991 Żydów. Stanowili oni 5,4% populacji miasta.
20 października 1941 roku Stalino zostało zajęte przez wojska niemieckie. Miasto pozostawało pod zarządem wojskowym do końca okupacji. W ślad za oddziałami regularnej armii wkroczyło do niego Einsatzkommando 6 (EK 6). Był to pododdział Einsatzgruppe C – specjalnej grupy operacyjnej SD i policji bezpieczeństwa, której zadaniem była eksterminacja Żydów na obszarze Ukrainy. Niemcy powołali ponadto kolaboracyjne władze miejskie i policję pomocniczą.
Większość Żydów zdołała zbiec lub została ewakuowana przed nadejściem wojsk niemieckich. W raporcie komendantury polowej nr 240 (Feldkommandantur 240) z początków grudnia 1941 roku szacowano, że w mieście pozostało około 3 tys. Żydów. W tym samym dokumencie informowano, że ze względu na trudne warunki pogodowe, spowodowane surową zimą, „ewakuacja” Żydów nie została chwilowo przeprowadzona. Niemniej, jak wskazują raporty Einsatzgruppen, w lutym 1942 roku rozstrzelano w Stalino około 370 Żydów.

## Utworzenie getta
Pod koniec lutego 1942 roku dowództwo EK 6 nakazało władzom miejskim zorganizować getta dla Żydów. Na jego lokalizację wybrano osiedle Biały Kamieniołom, znajdujące się na obrzeżach miasta. Przed utworzeniem getta usunięto stamtąd wszystkich nieżydowskich mieszkańców. Wokół osiedla wzniesiono ogrodzenie z drutu kolczastego, przy którym wystawiono warty.
Do przesiedlenia Żydów przystąpiono w marcu. Kluczową rolę w ich identyfikacji i zatrzymaniach odgrywali funkcjonariusze kolaboracyjnej policji pomocniczej. Żydom zezwolono zabrać do getta posiadane kosztowności, ubrania oraz żywność na 5–6 dni. Klucze do mieszkań musieli natomiast oddać policjantom, którzy nadzorowali przesiedlenie. Dla esesmanów i miejscowych kolaborantów stworzyło to dogodną okazję do grabieży. Żydzi musieli pieszo udać się do getta. Podczas przemarszu byli okładani biczami i kolbami karabinowymi przez ukraińskich i rosyjskich policjantów.
Zeznania nielicznych ocalałych wskazują, że w getcie panowały bardzo ciężkie warunki bytowe i sanitarne. Nie dla wszystkich Żydów starczyło miejsca w budynkach mieszkalnych, stąd niektórzy byli zmuszeni spać pod gołym niebem. W chatach panowały przy tym nieco tylko lepsze warunki, gdyż w większości były pozbawione drzwi i okien. Żywność w zasadzie nie była wydawana, stąd liczne były przypadki śmierci głodowej, zwłaszcza wśród dzieci i osób starszych. Getto miało charakter zamknięty, a jego mieszkańcy nie mieli prawa go opuszczać. Niemniej codziennie grupy Żydów były zabierane przez policjantów do pracy poza gettem.

## Likwidacja getta
Getto w Stalino istniało nie dłużej niż dwa miesiące. Jeden z byłych funkcjonariuszy EK 6 zeznał po wojnie, że do eksterminacji tamtejszych Żydów przystąpiono już na początku kwietnia 1942 roku, w okresie świąt wielkanocnych. Inni świadkowie datowali natomiast ostateczną likwidację getta na noc z 30 kwietnia na 1 maja.
Jak zeznał jeden z ocalałych, Niemcy zapowiedzieli Żydom, że przeniosą ich w inne miejsce, gdzie zostaną zatrudnieni w charakterze robotników przymusowych. Rozkazali im także zabrać ze sobą wszystkie posiadane kosztowności, odzież oraz żywność na trzy dni. Samochody, które podstawiono w celu rzekomego przesiedlenia, okazały się być jednak mobilnymi komorami gazowymi. Nie wszystkie ofiary zostały zagazowane; część prawdopodobnie rozstrzelano. Łącznie zamordowano ponad 3 tys. Żydów, a więc niemal wszystkich, którzy nie zdążyli opuścić miasta przed nadejściem Niemców. Zwłoki pogrzebano w nieczynnej kopalni węgla „4-4 bis Kalinówka”.
W egzekucjach Żydów uczestniczyli kolaboranci z szeregów policji pomocniczej. Niemcy liczyli bowiem, że w ten sposób zniwelują rzekomy „respekt, którym Żydzi jako nosiciele władzy politycznej, cieszyli się w oczach wielu Ukraińców”.

## Odpowiedzialność sprawców

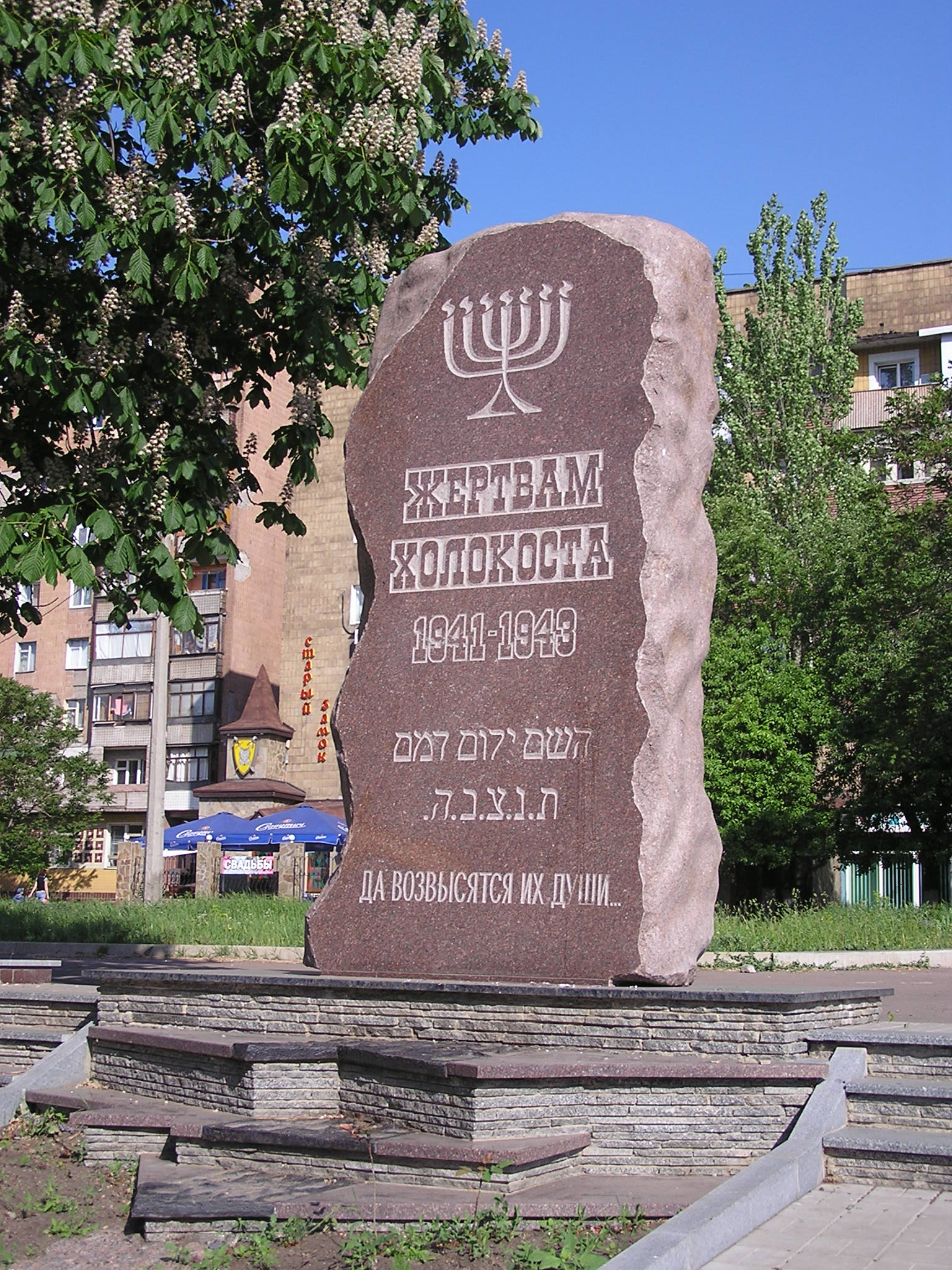
Pomnik ofiar Zagłady w Doniecku. Zdjęcie z 2007 roku

W 1946 roku w Stalino odbył się proces miejscowych kolaborantów – urzędników i policjantów, którzy aktywnie współpracowali z Niemcami w okresie okupacji. Zastępca burmistrza Eichmann oraz komendant policji Babenko zostali skazani na karę śmierci. Pozostałych piętnastu oskarżonych usłyszało wyroki od 15 do 20 lat łagru.
Robert Mohr, dowódca EK 6, został w grudniu 1967 roku skazany przez sąd w Wuppertalu na karę 8 lat pozbawienia wolności.